# Bale (miejscowość w Chorwacji)
Bale (wł. Valle) – wieś w Chorwacji, w żupanii istryjskiej, siedziba gminy Bale. W 2011 roku liczyła 936 mieszkańców.
Miejscowość położona jest na półwyspie Istria, 14 km na południowy wschód od Rovinja. Przez Bale przebiega droga Pula – Rovinj. Część mieszkańców posługuje się językiem istriockim. Lokalna gospodarka opiera się na rolnictwie i turystyce.
W średniowieczu Bale znajdowało się pod panowaniem patriarchatu Akwilei i Republiki Weneckiej. Średniowieczną osadę zbudowano m.in. na miejscu rzymskiego castrum. Główne zabytki miejscowości to Pałac Soardo-Bembo, loża miejska, spichlerz, pałac pretorianów oraz późnogotyckie freski zachowane w kościołach św. Ducha i św. Antoniego.